# Good to Be Alive
Good to Be Alive è il settimo album di Long John Baldry, pubblicato nel 1973 dalla Casablanca Records.

## Tracce
1. Gasoline Alley (Rod Stewart, Ron Wood)
2. High and Low (Geoff Thomas)
3. Song for Martin Luther King (L.J.Baldry)
4. Good to Be Alive (Colin Allen, Zoot Money)
5. Rake and Ramblin' Boy
6. Let Me Pass (Bo Diddley)
7. I Wish I Was a Rock (Derroll Adams)
8. Brand New Day (Al Kooper)
9. Up in the Trees (Neil Shepherd)
10. Let's Go (Chas Jankel)
11. Maggie Bell (L.J.Baldry)
12. She (Chris Ethridge, Gram Parsons)

## Musicisti
- Long John Baldry - voce, chitarra
- Pete Stanley - banjo
- Sam Mitchell - steel guitar
- David Ball - chitarra
- Jimmy Horowitz - organo
- Dennis Ball - basso
- Terry Cox - batteria
- Tony Newman - batteria
- John Field - fiddle
- Mike French - fiddle
- Chris Hughes - sax tenore